# Feuersbrunn
Feuersbrunn liegt am Wagram, ist Dorf, Ortschaft und Katastralgemeinde, gehört zur Marktgemeinde Grafenwörth und ist einer der ältesten und bedeutendsten Weinbauorte in Niederösterreich. In Feuersbrunn leben 569 Einwohner (Stand 1. Jänner 2025). Bis Ende 1970 war Feuersbrunn eine eigenständige Gemeinde.

## Geografie
Das Dorf im Norden des Gemeindegebietes liegt an der Kamptal Straße, an der im Ort die Landesstraße L113 abzweigt.

## Geschichte

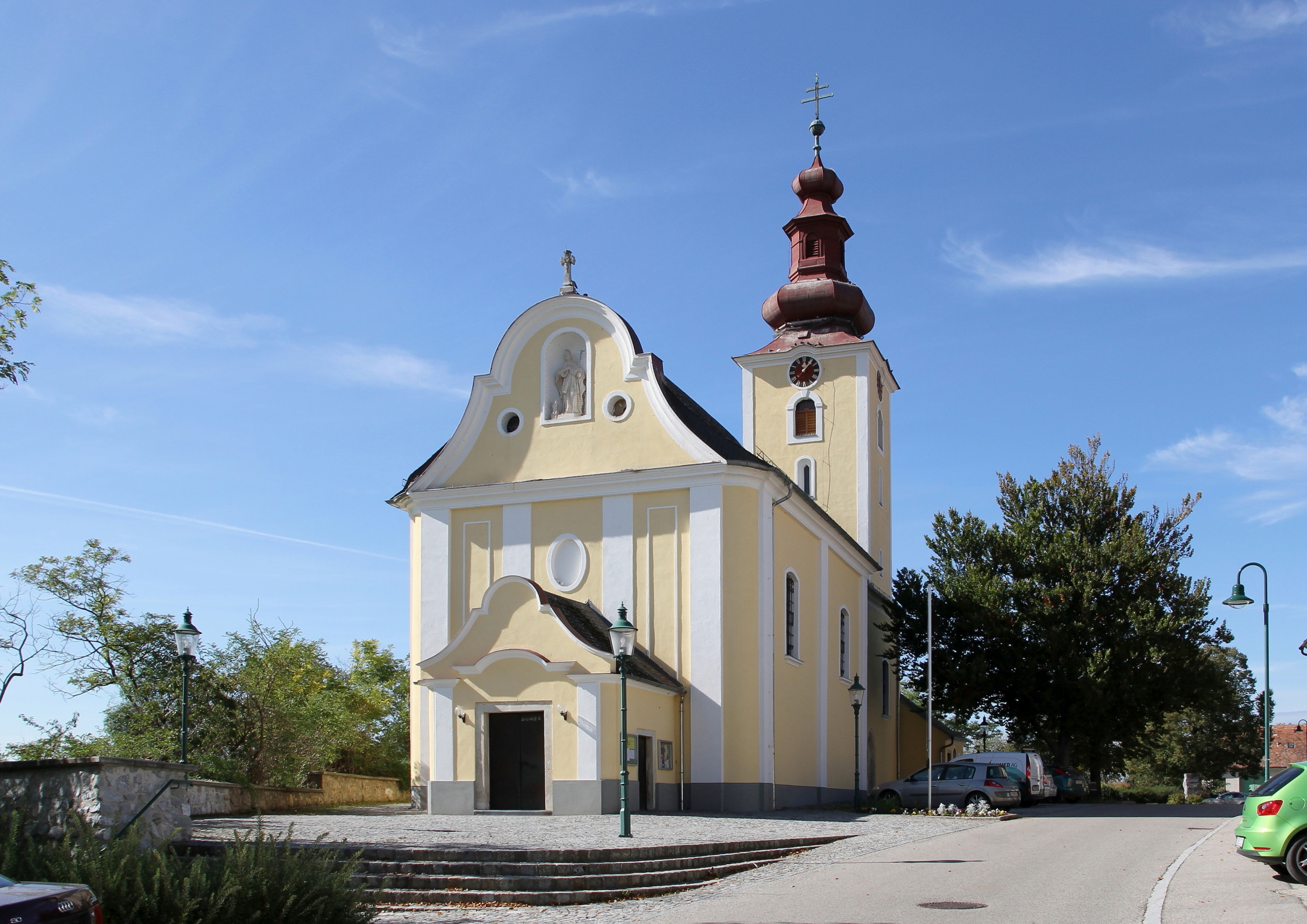
Pfarrkirche Feuersbrunn

1149 wird der Ortsname Vuzzesprunnen erstmals urkundlich erwähnt. 1601 findet man Feuersbrunn erstmals in der heutigen Schreibweise. Am 17. Juli 1850 wurde Feuersbrunn eine selbständige Ortsgemeinde.
Laut Adressbuch von Österreich waren im Jahr 1938 in der Ortsgemeinde zwei Bäcker, ein Binder, zwei Fleischer, ein Friseur, zwei Gastwirte, vier Gemischtwarenhändler, ein Landesproduktehändler, ein Sattler, ein Schlosser, zwei Schmiede, zwei Schneider, zwei Schuster, ein Spengler, zwei Tischler, zwei Viehhändler, ein Viktualienhändler, zwei Wagner und einige Landwirte ansässig.
Am 1. Jänner 1967 vereinigten sich Feuersbrunn und Wagram am Wagram zur Gemeinde Feuersbrunn. Mit dem 1. Jänner 1971 vereinigten sich dann Feuersbrunn und Grafenwörth zu Grafenwörth-Feuersbrunn, das dann ein Jahr später wieder in Grafenwörth rückbenannt wurde.

## Kultur und Sehenswürdigkeiten
- Pfarrkirche Feuersbrunn
- Stupa am Wagram (am Rand der Katastralgemeinde gelegen)
- Feuersbrunn ist bekannt durch den Dichter Konrad von Feuersbrunn.

## Wirtschaft
Im Ort gibt es rund 15 Betriebe (Stand: August 2005). Außerdem führt die Kamptal Straße B 34 durch das Ortsgebiet. Den größten Teil der Katastralgemeinde Feuersbrunn bilden landwirtschaftlich genutzte Flächen und Waldgebiet. Zusätzlich gibt es eine Kellergasse, die zu den größten Niederösterreichs zählt.
Außerdem gibt es in Feuersbrunn einen der letzten Fassbinder in Österreich.

## Persönlichkeiten
- Konrad von Fußesbrunnen (12. Jahrhundert), Dichter
- Wilhelm Eder (1780–1866), Benediktiner, Abt von Stift Melk und Abgeordneter zum Landtag sowie Mitglied des Reichsrates
- Ferdinand Dinstl (1788–1873), Jurist, Bürgermeister von Krems und Mitglied der Frankfurter Nationalversammlung
- Franz Zehetmayer (1884–1973), Wirtschaftsbesitzer, Politiker und Landeshauptmannstellvertreter